# Питагор
Питагор (на гръцки Πυθαγόρας) е древногръцки математик и философ, създател на религиозно-философската школа на питагорейството. В неговата биография е трудно да се разграничат фактите от легендите. Въпреки научните изследвания той остава една от най-загадъчните личности на античността. Неговите съвременници го смятали за изпратен от Аполон чудотворец, лечител и шаман, посветен във всички тайни. Основните източници за живота и дейността му идват от Ямблих, Порфирий, Диоген Лаертски и от неговия ученик Аристоксен.

## Биография
Името, Πυθαγόρας, идва от гръцкото πεἰθω = убеждавам + ἀγορά = площад, или името има значение на „онзи който убеждава площада“, т.е. убеждава тълпата.
Биографията на Питагор трудно може да се отдели от легендите, които го представят като полубог и чудотворец, посветен във всички тайни на гърците и варварите. Херодот го е наричал „най-великия от елинските мъдреци“. Основните източници за живота и учението на Питагор са стигналите до нас трудове на Ямблих (242 – 306 г.), Порфирий (234 – 305 г.) и Диоген Лаертски (200 – 250 г.). Тези автори се основават на по-ранни автори, сред които трябва да отбележим ученика на Аристотел, Аристоксен (370 – 300 г. пр.н.е.). Фактически най-ранните източници за Питагор са писани 200 години след смъртта му и се основават на трудове на учениците му, които не винаги са безпристрастни.
Роден е на остров Самос, вероятно около 570 г. пр.н.е. Бащата на Питагор – Мнесарх – е финикиец, собственик на търговски кораби. Майка му е Питаис от Самос, известна като най-красивата жена на острова. Семейството разполагало с достатъчно средства, за да може да заплати образованието на своя син. Твърди се, че е имал двама братя. Питагор бил много интелигентен и ученолюбив, с качества на добър оратор. Той бил добър спортист. Когато бил 17-годишен, взел участие в Олимпийските игри. Първите му учители са жреците във финикийските храмове, които той посещава по време на морските пътешествия с корабите на баща си. На 18-годишна възраст напуска родния остров и отива в Египет, където изучава геометрията и астрономията на египтяните. Бил е посветен в тайните на Диосполис и в учението за възкресението на Озирис. Върху формирането му оказват влияние Талес и Анаксимандър. Научава се да свири на лира, пише поезия и рецитира Омир. Интересите му се простират и в областите на метафизиката, математиката, етиката и педагогиката. Пленен от персийския владетел Камбиз, той е откаран във Вавилон, където прекарва около дванадесет години от живота си.
Престоят му на Изток се оказва изключително ползотворен. Там усвоява много от научните и религиозните постижения на източните култури (включително т. нар. питагорова теорема), които въвежда в гръцката наука, философия и религия. Около 530 г. пр.н.е., когато е на около 40 години, Питагор се преселва в Кротоне, Магна Греция (Южна Италия), бягайки от самоския тиранин Поликрат. Неговото философско учение привлича редица последователи. Освен това той препоръчва начин на живот с елементи на аскетизъм и строг морал. Питагор проповядва нравствено облагородяване на необразованите и пълно подчинение на съсловието на мъдрите и знаещите хора. Учениците образуват братство на посветените и обожествяват своя учител. Така през 532 г. пр. Хр. възниква Питагорейската религиозно-философска школа, отличаваща се със строга дисциплина. Тази школа просъществува в Кротон до края на VI в. пр.н.е., или около 510 г. пр.н.е., когато противници на питагорейците ги прогонват и Питагор се преселва в друга гръцка колония – Метапонтум, където прекарва останалата част от живота си. Умира в същия град между 497 и 494 г. пр. Хр., а според друг източник през 490 г. пр.н.е.

## Философско учение
Питагор основава религиозно-философска школа. Тя била обгърната в мистерии и символи, а достъпът до нея бил много труден. Общността наподобявала секта и се занимавала с философски, научни, политически и религиозни въпроси. В нея имало както мъже, така и жени, представители на всички раси, религии, икономически и социални слоеве. Недопустима била всяка дискриминация. Учениците му образуват братство на посветените и обожествяват своя учител. Постъпващите в тази школа дават обет за мълчание и спазват множество забрани относно храненето и хигиената, за да постигнат нравствено и физическо пречистване с помощта на тайното учение за прераждането на душата. Според Питагор вечната душа се преселва от небето в човешкото тяло или в тяло на животно и претърпява редица прераждания, докато не се усъвършенства толкова, че да заслужи правото да се върне на небето.
Освен да извършват аскеза, Питагор карал своите ученици да му дават отчети ― имали са правило всеки ден да отговарят на няколко философски въпроса: „Какво свърших днес? Къде сгреших? Какво не успях?“ Така той ги стимулирал да опознаят себе си, както и да са достойни и честни хора.
Заслуга на питагорейците е учението за количествените закономерности в развитието на света, което помага за развитието на математическите, физическите, астрономическите и географските знания. Изучавайки числата, питагорейците изследват числовите отношения и ги намират във всички области на човешката дейност. С числа и пропорции те описват душата на човека и се стремят да управляват процеса на прераждането на душите към някакво висше божествено състояние. За тях „тялото е временна тъмница за душата“.

Учението на Питагор за числото е един от първите опити за поставяне на въпроса за количествената страна на закономерността в природата. В това отношение у най-древните питагорейци имаме нов момент в сравнение с милетската школа, която не се занимава специално с този проблем, макар че много се доближава до него в учението на Анаксимен. Всичко в природата се измерва, подчинява се на числото, защото в числото е същината на всички неща; да познаем света, неговата закономерност, неговия строеж – това значи да познаем управляващите го числа. Такива са основните положения, характерни за философията на питагорейците. Мистиката на числата е сърцевината на питагорейския идеализъм. Ето какво ни казва Аристотел в своята „Метафизика“ за питагорейците: 
| „ | ...Тъй наречените питагорейци, които се занимаваха с математическите науки, първи ги придвижиха напред и, възпитавайки с тях, започнаха да ги смятат като начало на началата на всички неща. Но в областта на тези науки числата заемат първо място в природата, а в числата те виждаха, както им се струваше, много сходни черти с онова, което съществува и става – повече отколкото в огъня, земята и водата; например едно свойство на числата е справедливост, а друго – душа и ум, трето – успех, а може да се каже че е точно така във всички останали случаи. Освен това те виждаха в числата такива свойства и отношения, които са присъщи на хармоничните съчетания. Тъй като, следователно, всичко останало с цялата си същност явно се уподобяваше на числата, а числата заемаха първо място в природата, те предположиха, че елементите на числата са елементи на всички неща и признаха, че цялата природа е хармония и число. | “ |

Често се задава въпросът по какъв начин се реализира обективния смисъл на питагорейския принцип за числото? Аристотел споменава в своята „Метафизика“ следното: 
| „ | ...например едно свойство на числата е справедливост, а друго – душа и ум, трето – успех... | “ |

От Филолай и Аристотел може да се реконструира следната космогония: светът и всичко в него се състои от два принципа: безграничното (четното) и ограничаващото (нечетното). От тях двете възниква единицата, която не е нито четна, нито нечетна. Единицата вдишва, така както новороденото дете вдишва въздух, празното от безграничното. По този начин от единицата възникват числата и светът, който се състои от числа. Следователно единицата може да се умножава. Това множество (ограничаващото) питагорейците представят с помощта на точки, като пространството между точките означава празното (безграничното). Съвършеното число е десетката (декада). Тя е сборът от първите четири числа и се представя с помощта на равностранен триъгълник, всяка една от чиито страни образува четворка.

## Научни приноси
Питагорейската школа има основно значение за развитието на математиката, астрономията и други науки през следващите векове. На нейните представители дължим откриването на ирационалните числа, както и на други основни за геометрията факти. Античните автори от нашата ера – Диоген Лаертски, Плутарх и др., приписват на Питагор известната теорема, че сборът от квадратите на катетите в правоъгълен триъгълник е равен на квадрата от хипотенузата. Съвременните историци предполагат, че Питагор не е доказал теоремата, а вероятно е предал на гърците това знание, известно във Вавилон хиляда години преди Питагор (съгласно вавилонските глинени таблички със записи на математически уравнения).
Питагор и учениците му от Питагорейската школа въвеждат термина „философия“, като любов към мъдростта и копнеж за постигане на истината. Важно значение имат и работите на питагорейците в областта на изучаването на музиката. Според тях музикалните свойства и отношения могат да се изразяват с математика. На тях принадлежи плодотворната мисъл за измерването височината на тона на звучащата струна чрез измерване на нейната дължина.
Питагорейците имат успех и в областта на небесната механика, която наричат „сферика“. Те лансират учението, че движението на небесните тела се подчинява на известни математически отношения и е възможно математическото им изчисляване. Но и тази страна на тяхното учение, както всички останали, е неразделна част от религиозните им възгледи. Оттук и тяхното учение за „музика на сферите“, за небесната хармония, в което учение е изразена в мистична форма мисълта за закономерността на астрономическите явления. Вероятно Питагор първи е предположил, че Земята е кълбо. Първи разбрал, че всъщност Зорницата и Вечерницата са едно и също небесно светило – планетата Венера.
Питагор не е писал трактати. От устните наставления за необразованите не могат да се съставят трактати, а неговото тайно учение за избрани не е допускало изложение в книга. Приписват му книгите: „За възпитанието“, „За държавата“, „За природата“ и „Свещени слова“. Но никой от авторите през първите 200 години след смъртта на Питагор, включително Платон, Аристотел и техните последователи, не привежда цитати от трудове на Питагор и не посочва такива трудове. Вероятно негови ученици са писали трудовете, защото има сведения, че Платон е купувал и ползвал питагорейски съчинения.